# "@"
"@" est un album de John Zorn et Thurston Moore sorti en 2013. Il s'agit d'un album studio entièrement improvisé par les deux musiciens.

## Titres
| 1.    | 6th Floor Walk Up, Waiting | 12:25 |
| 2.    | Jazz Laundromat            | 4:58  |
| 3.    | Dawn Escape                | 9:39  |
| 4.    | Her Sheets                 | 4:19  |
| 5.    | Soiled, Luscious           | 6:12  |
| 6.    | Strange Neighbor           | 9:45  |
| 7.    | For Derek And Evan         | 7:54  |
| 55:12 |                            |       |

## Personnel
- Thurston Moore - guitares
- John Zorn - saxophone alto